# هلفيلة مرنة
هلفيلة مرنة (الاسم العلمي: Helvella elastica) هي نوع من الفطريات تتبع جنس الهلفيلة من الفصيلة الهلفيلية.